# Joan Baptista Feu i Puig
Joan Baptista Feu i Puig (Sant Boi de Llobregat 1853- Barcelona 1914) va ser un arquitecte i mestre d'obres català. Va ser arquitecte municipal de Terrassa i de Sant Boi de Llobregat.
Feu i Puig va substituir l'any 1882 el mestre d'obres Miquel Curet i Roure en la tasca de la planificació de la trama urbana de Terrassa.
A Barcelona va fer algun edifici, com ara, al carrer Enric Granados 7 (1889), Consell de Cent 260, 264 i 266 (1889).